# Engine Sentai Go-onger vs. Gekiranger
Engine Sentai Go-onger vs. Gekiranger (炎神戦隊ゴーオンジャー VS ゲキレンジャー Enjin Sentai Gōonjā tai Gekirenjā) là bộ phim điện ảnh thứ hai của Engine Sentai Go-onger. Ban đầu được lên kế hoạch phát hành trên DVD vào ngày 21 tháng 3 năm 2009, sau đó vào ngày 7 tháng 12 năm 2008,0 bộ phim đã được thông báo rằng sẽ được công chiếu ở các rạp vào ngày 24 tháng 1 năm 2009, để tưởng nhớ 15 bộ phim về Super Sentai VS. Nội dung bộ phim xoay quanh cuộc hội ngộ giữa các nhân vật trong Engine Sentai Go-onger và những người tiền nhiệm của họ Juken Sentai Gekiranger. Đây là bộ phim Super Sentai đầu tiên không công chiếu song song với phim Kamen Rider Series trong mùa hè. Trong tuần đầu tiên bộ phim công chiếu, nó đã đạt vị trí thứ #3 tại các rạp ở Nhật và doanh thu đạt khoảng US$964,079.

## Câu chuyện
Gekiranger và Go-onger giao chiến với Nunchaku Banki, kĩ sư Rin Juu Tortoise-Ken Meka và 3 bộ trưởng Gaiark, những kẻ muốn cướp lấy viên bi phong ấn Long nhằm gia tăng sức mạnh. Sau khi phong ấn bị cướp mất, Go-onger được Gekiranger huấn luyện để có thể sử dụng sức mạnh Geki, trong khi đó Go-on Wing tìm cách kêu gọi linh hồn của Rio và Mele. Khi Nunchaku Banki bị đánh bại, phong ấn của Long bị phá và Long xuất hiện cùng với Rin Juu Tortoise-Ken Meka giao chiến với Go-onger, Go-on Wing, Gekiranger, Rio và Mele, sau đó hắn biến thành khổng lồ và bị Engine-Oh G12 và Saidai Geki Rin Tohja đánh bại và nhốt vào phong ấn một lần nữa.

## Nhân vật
Các nhân vật mới xuất hiện trong phim là Rin Juu Tortoise-Ken Meka (臨獣トータス拳メカ Rinjū Tōtasuken Meka), một kĩ sư và là Quái Nhân cuối cùng của Rin Juu Hall còn sống sót, và Man Cơ Thú Nunchaku Banki (蛮機獣ヌンチャクバンキ Bankijū Nunchaku Banki), một Man Cơ Thú được tạo ra bởi Meka kẻ có sức mạnh của Akugata và Gaiark.

## Diễn viên
- Esumi Sōsuke: Furuhara Yasuhisa (古原 靖久 Furuhara Yasuhisa?)
- Kōsaka Renn: Kataoka Shinwa (片岡 信和 Kataoka Shinwa?)
- Rōyama Saki: Aizawa Rina (逢沢 りな Aizawa Rina?)
- Jō Hant: Usui Masahiro (碓井 将大 Usui Masahiro?)
- Ishihara Gunpei: Ebisawa Kenji (海老澤 健次 Ebisawa Kenji?)
- Sutō Hiroto: Tokuyama Hidenori (徳山 秀典 Tokuyama Hidenori?)
- Sutō Miu: Sugimoto Yumi (杉本 有美 Sugimoto Yumi?)
- Kegalesia: Oikawa Nao (及川 奈央 Oikawa Nao?)
- Kandou Jyan: Suzuki Hiroki (鈴木 裕樹 Suzuki Hiroki?)
- Uzaki Ran: Fukui Mina (福井 未菜 Fukui Mina?)
- Fukami Retsu: Takagi Manpei (高木 万平 Takagi Manpei?)
- Fukami Gou: Miura Riki (三浦 力 Miura Riki?)
- Hisatsu Ken: Sotaro (聡太郎 Sōtarō?, Sotaro Yasuda)
- Masaki Miki: Itoh Kazue (伊藤 かずえ Itō Kazue?)
- Masaki Natsume: Kuwae Sakina (桑江 咲菜 Kuwae Sakina?)
- Rio: Araki Hirofumi (荒木 宏文 Araki Hirofumi?)
- Mele: Hirata Yuka (平田 裕香 Hirata Yuka?)
- Long: Kawano Naoki (川野 直輝 Kawano Naoki?)

### Diễn viên lồng tiếng
- Speedor: Namikawa Daisuke (浪川 大輔 Namikawa Daisuke?)
- Bus-on: Egawa Hisao (江川 央生 Egawa Hisao?)
- Bearrv: Inoue Miki (井上 美紀 Inoue Miki?)
- Birca: Hoshi Sōichirō (保志 総一朗 Hoshi Sōichirō?)
- Gunpherd: Hamada Kenji (浜田 賢二 Hamada Kenji?)
- Carrigator: Tsukui Kyōsei (津久井 教生 Tsukui Kyōsei?)
- Toripter: Ishikawa Shizuka (石川 静 Ishikawa Shizuka?)
- Jetras: Furushima Kiyotaka (古島 清孝 Furushima Kiyotaka?)
- Jum-bowhale: Nishimura Tomomichi (西村 知道 Nishimura Tomomichi?)
- Bomper: Nakagawa Akiko (中川 亜紀子 Nakagawa Akiko?)
- Yogostein: Yanada Kiyoyuki (梁田 清之 Yanada Kiyoyuki?)
- Kitaneidas: Madono Mitsuaki (真殿 光昭 Madono Mitsuaki?)
- Master Xia Fu: Nagai Ichirō (永井 一郎 Nagai Ichirō?)
- Bae: Ishida Akira (石田 彰 Ishida Akira?)
- Banki Nunchaku: Yoshimizu Takahiro (吉水 孝宏 Yoshimizu Takahiro?)
- Meka: Hidenari Ugaki (宇垣 秀成 Ugaki Hidenari?)

### Diễn viên phục trang
- Go-on Red, Engine-Oh: Fukuzawa Hirofumi (福沢 博文 Fukuzawa Hirofumi?)
- Go-on Blue: Oshikawa Yoshifumi (押川 善文 Oshikawa Yoshifumi?)
- Go-on Yellow: Hitomi Sanae (人見 早苗 Hitomi Sanae?)
- Go-on Green: Takeuchi Yasuhiro (竹内 康博 Takeuchi Yasuhiro?)
- Go-on Black, Yogostein: Seike Riichi (清家 利一 Seike Riichi?)
- Go-on Gold: Watanabe Jun (渡辺 淳 Watanabe Jun?)
- Go-on Silver: Nogawa Mizuho (野川 瑞穂 Nogawa Mizuho?)
- Geki Red: Itō Makoto (伊藤 慎 Itō Makoto?)
- Geki Yellow: Kamio Naoko (神尾 直子 Kamio Naoko?)
- Geki Blue: Ōbayashi Masaru (大林 勝 Ōbayashi Masaru?)
- Geki Violet: Muraoka Hiroyuki (村岡 弘之 Muraoka Hiroyuki?)
- Geki Chopper: Matoba Kōji (的場 耕二 Matoba Kōji?)
- Sư tử đen Rio: Okamoto Jiro (岡元 次郎 Okamoto Jirō?)
- Mere (giáp phục): Hachisuka Yūichi (蜂須賀 祐一 Hachisuka Yūichi?)
- Kitaneidas, Geki Tohja: Kusaka Hideaki (日下 秀昭 Kusaka Hideaki?)